# Yasmine Hamdan
Pour les articles homonymes, voir Hamdan.
Yasmine Hamdan (en arabe : ياسمين حمدان), née en 1976, est une compositrice et interprète libanaise qui vit à Paris. Elle a débuté avec Soapkills, le duo électronique qu'elle a fondé en 1997 à Beyrouth avec Zeid Hamdan. L'approche novatrice de Soapkills (l'un des premiers groupes électroniques du Moyen-Orient) a exercé une influence durable, et Yasmine Hamdan est toujours considérée comme une icône de la musique underground à travers le monde arabe.

## Biographie
Yasmine Hamdan est née dans le sud du Liban en pleine guerre. Deux semaines après sa naissance, ses parents se réfugient en France puis aux Émirats arabes unis, en Grèce, et enfin au Koweït. Ils doivent cependant quitter le Koweït lors de l’invasion irakienne, en 1990. Son père ingénieur rapatrie alors sa famille au Liban.
Yasmine Hamdan débute sur la scène musicale libanaise avec Soapkills, un duo électronique fondé en 1997 à Beyrouth avec Zeid Hamdan. Zeid Hamdan n'a aucun lien de parenté avec elle malgré l'homonymie. Le groupe se fait alors repérer par la télévision libanaise MTV. Il se charge des arrangements trip-hop, elle assure au chant, en anglais, puis en arabe, mais très novateur, le groupe est boudé par les radios libanaises.
S'installant ensuite à Paris, elle y rencontre son mari, le réalisateur palestinien Elia Suleiman qui l’avait contactée pour son film Intervention Divine (2002).
Le groupe Soapkills se dissout en 2005 sur un dernier album avorté, signé sur une maison de disque française qui fait faillite au milieu de l’enregistrement. Elle collabore avec Mirwais pour enregistrer l'album Arabology sous le nom de projet Y.A.S.. Elle travaille également avec CocoRosie, puis s'associe avec Marc Collin (Nouvelle Vague), avec lequel elle produit son premier album solo, intitulé Yasmine Hamdan (2012, Kwaidan Records), qui paraît dans une version internationale remaniée en 2013, sous le titre Ya Nass (Crammed Discs).
Avec ce premier album, solo qui marie sonorités pop, folk et électro avec des mélodies et des textes inspirés par diverses traditions moyen-orientales, Yasmine Hamdan « s'est lancé un défi : affirmer et réécrire l'héritage musical arabe (…) jouer avec cet héritage, dans le sens le plus positif du terme », selon le journal Al-Akhbar. Inspirée par la musique populaire et les divas du monde arabe, telle que Leila Mourad, elle mêle différents dialectes (libanais, koweïtien, palestinien, égyptien, bédouin), et joue sur les références et les changements de registres. Elle associe des styles vocaux liés aux traditions de la musique arabe, qu'elle se réapproprie, et des arrangements plus éloignés de ces influences. L'album Ya Nass (en) a été bien accueilli par la presse,,.
Yasmine Hamdan joue et chante dans Only Lovers Left Alive du réalisateur Jim Jarmusch avec Tilda Swinton et Tom Hiddleston. Elle y joue son propre rôle, et y interprète une chanson qu'elle a écrite pour l'occasion (Hal). Le film est sélectionné au Festival de Cannes en 2013, sélection officielle.
Yasmine compose également la musique originale pour la pièce de théâtre Rituel pour une métamorphose, de l'auteur syrien Saad-Allah Wannous, donnée à la Comédie-Française au printemps 2013.
À partir de 2014, Yasmine effectue plusieurs tournées en Europe et en Amérique du Nord ainsi que dans le monde arabe (Liban, Tunisie, Jordanie, Egypte etc). Elle s'est notamment produite au Sydney Opera House (Australie), Byblos Music Festival (Liban), Olympia, Trianon et Gaîté Lyrique (Paris), Francofolies de Montréal, Meltdown Festival, Glastonbury, Roundhouse & Royal Albert Hall (London), Haus Der Kulturen der Welt (Berlin), Qasr El Nil (Le Caire) Sziget Festival (Hongrie), Akbank Festival (Istanbul) et Kyoto Music Exposition Festival (Japon).
Intitulé Al Jamilat (Les Magnifiques), le deuxième album de Yasmine Hamdan est paru en 2017. Elle l'a réalisé elle-même, à Paris, Beyrouth et Londres, avec la collaboration des producteurs britanniques Leo Abrahams et Luke Smith et de musiciens comprenant Shahzad Ismaily et Steve Shelley. Un album de remixes réalisés notamment par Acid Arab, Matias Aguayo, Brandt Brauer Frick et Yasmine elle-même est paru en 2018 (Jamilat Reprise).

## Discographie

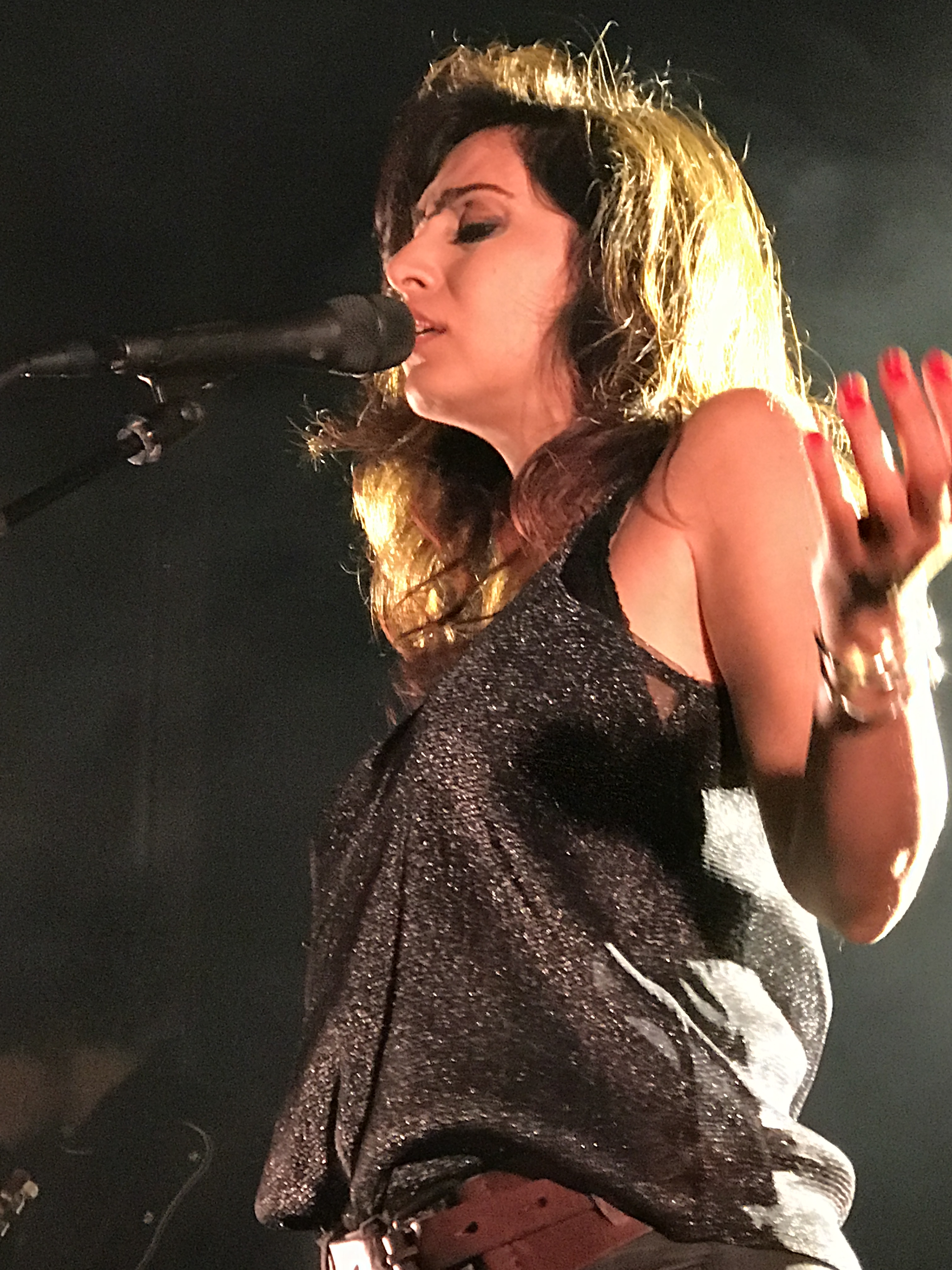
Yasmine Hamdan à Berlin en 2017.

### AvecSoapkills
- 1999 : Bater
- 2001 : Cheftak
- 2005 : Enta Fen
- 2015: The Best of Soapkills

### Autres
- 2008 : Stayin Alive (Productions 50/50 / La Chose)
- 2017 : Aziza

## Musiques de films
- 2002 : Aux frontières de D. Arbid
- 2002 : Intervention divine d'Elia Suleiman
- 2002 : Terra Incognita de Ghassan Salhab, Cannes 2002
- 2003 : Cendres, court-métrage de K.Jreij et Joana Hadjithomas
- 2005 : A Perfect Day de K.Jreij et Joana Hadjithomas
- 2007 : What A Wonderful World de Faouzi Bensaïdi
- 2008 : This Smell of Sex, court métrage expérimental de Danielle Arbid
- 2009 : Le Temps qu'il reste d'Elia Suleiman
- 2014 : Only Lovers Left Alive de Jim Jarmusch
- 2017 : Je danserai si je veux (Bar Bahar) de Maysaloun Hamoud